# 마산시 합포구
마산시 합포구는 대한민국의 옛 국회의원 선거구이다. 당시 경상남도 마산시 합포구 지역을 관할했다.

## 역사
1990년 7월 1일을 기해 마산시에 구제가 실시되면서 일반구인 합포구가 설치되었다. 이에 제14대 국회의원 선거를 앞두고 마산시 갑 선거구가 마산시 합포구 선거구로 개편되었다.
1995년 1월 1일을 기해 창원군 구산면·진동면·진북면·진전면이 마산시 합포구에 편입되었다. 이에 제15대 국회의원 선거를 앞두고 해당 지역들도 관할 구역에 추가되었다.
2000년 12월 31일을 기해 마산시가 구제를 폐지했다. 이에 제17대 국회의원 선거를 앞두고 마산시 갑 선거구로 개편되었다.

## 역대 국회의원
| 선거   | 정당 | 정당     | 의원   |
| ------ | ---- | -------- | ------ |
| 1992년 |      | 무소속   | 김호일 |
| 1996년 |      | 신한국당 | 김호일 |
| 2000년 |      | 한나라당 | 김호일 |
| 2002년 |      | 한나라당 | 김정부 |

## 역대 선거 결과

### 대한민국 제14대 국회의원 선거
|  | 47.30% |

|  | 47.24% |

|  | 5.44% |

### 대한민국 제15대 국회의원 선거
|  | 67.00% |

|  | 18.16% |

|  | 4.72% |

|  | 2.89% |

|  | 1.96% |

|  | 1.77% |

|  | 1.09% |

|  | 0.90% |

|  | 0.79% |

|  | 0.68% |

### 대한민국 제16대 국회의원 선거
|  | 52.47% |

|  | 31.62% |

|  | 5.63% |

|  | 5.24% |

|  | 2.59% |

|  | 2.42% |

### 2002년 대한민국 재보궐선거
|  | 47.79% |

|  | 26.46% |

|  | 9.69% |

|  | 6.91% |

|  | 4.70% |

|  | 4.42% |